# Gracias por los servicios
Gracias por los servicios es una película de Argentina en colores  dirigida por Roberto Maiocco según su propio guion que se estrenó el 30 de junio de 1988 y que tuvo como principales intérpretes a Lito Cruz, Ulises Dumont, Cecilia Cenci y Franklin Caicedo.

## Sinopsis
Tres hombres deciden robar en el departamento de un empresario pero detrás había una trampa.

## Reparto
- Lito Cruz …El Jefe
- Ulises Dumont …Vicente
- Cecilia Cenci …Ana Di Martino
- Franklin Caicedo …Aníbal
- Gabriel Fojo …Policía
- Carlos Garric …Inquilino
- Chris Lavalle …Mucama
- Gerardo Baamonde …Cadete florería
- Osvaldo Peluffo …Chofer de taxi
- Daniel Gorgland …Di Martino
- María Fournery …Amante de Di Martino
- Jorge Bravo …Padre de Ana
- Sebastián Sosa …Hijo de Ana
- Santiago Sosa …Hijo de Ana

## Comentarios
Paraná Sendrós en Ámbito Financiero escribió:

«Roberto Maiocco muestra en su debut suficiente pericia técnica y una pretensión lingüística encomiable».

El Cronista Comercial dijo:

«Opera prima local algo insólita... El naufragio de los protagonistas contagia a la película que parece quedar a la deriva sin poder resolver lo que en principio era una pieza de relojería».

Manrupe y Portela escribieron:

«Un asunto interesante y un original uso del montaje, al que le faltó mejor resolución».